# Parque nacional Patagonia (Chile)
El Parque Nacional Patagonia es un parque nacional de Chile, ubicado en las comunas de Chile Chico y Cochrane, en la región de Aysén del General Carlos Ibáñez del Campo. Tiene una  superficie de 304 527,75 hectáreas. Fue declarado parque nacional por el Decreto N.º 98 del 25 de octubre de 2018. El parque protege una muestra representativa de los ecosistemas del sector interior de Patagonia chilena central.
Sus principales atractivos residen en las características prístinas que aún el área mantiene, lo que conlleva la supervivencia de las especies características de la fauna patagónica, descollando poblaciones del amenazado Huemul, un cérvido característico de las montañas andinas australes, el cual requiere de acciones urgentes para su conservación.
Este parque forma una gran unidad de conservación que integra terrenos de la ex Hacienda Chacabuco, donados por la Fundación Tompkins Conservation al Fisco de Chile en 2017, y dos antiguas reservas naturales chilenas: la reserva nacional Lago Jeinimeni (de 161 100 hectáreas), ubicada al sur de Chile Chico en las provincias de General Carrera y Capitán Prat, y la reserva nacional Lago Cochrane (de 6900 ha), situada en la última de las provincias citadas. Ambas reservas fueron desafectadas por el mismo decreto que creó el parque nacional.

## Historia

### Proyecto de parque

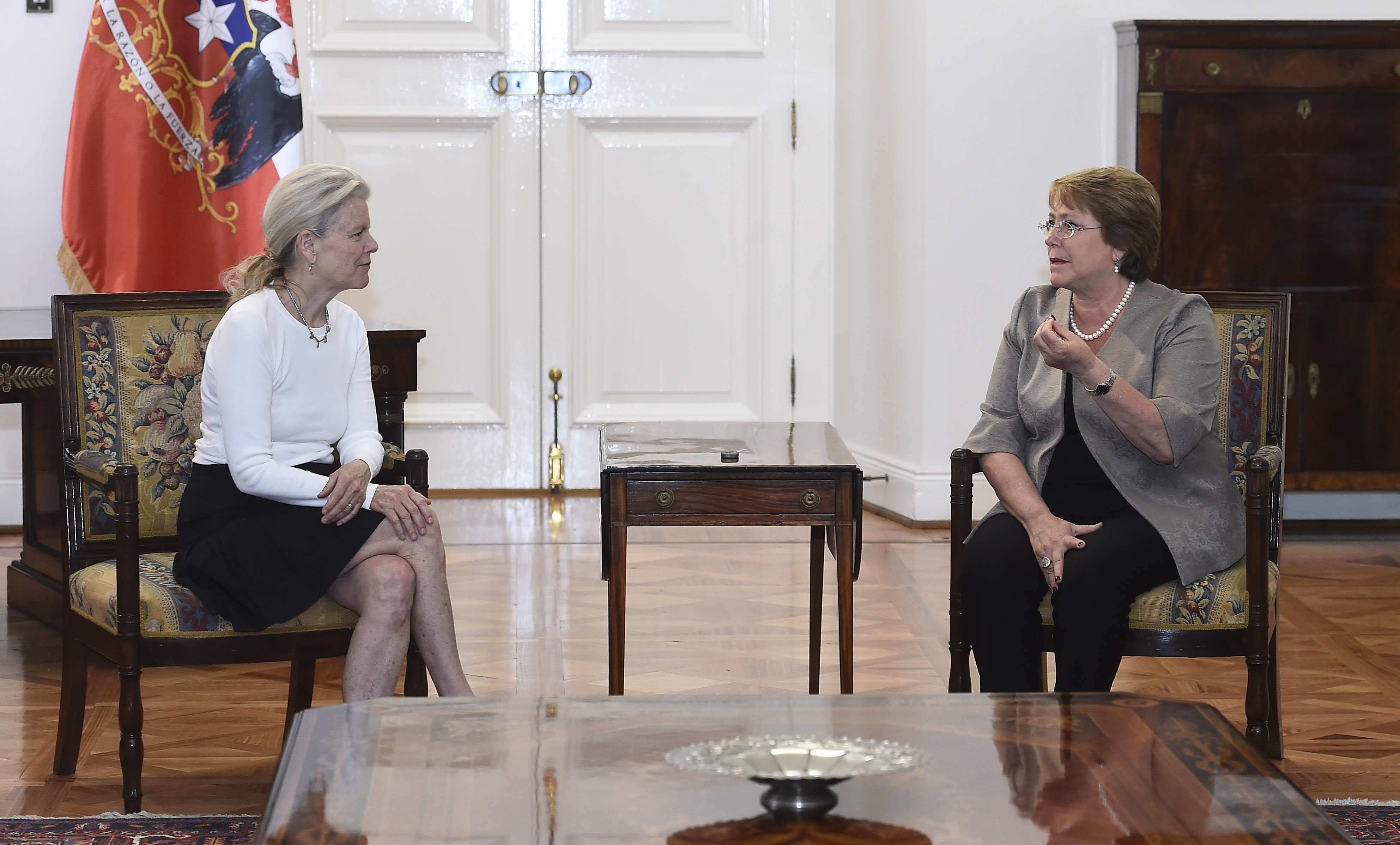
Kristine Tompkins junto a la presidenta Michelle Bachelet en enero de 2016.

La iniciativa parte de la institución sin fines de lucro Conservación Patagónica (CP), fundación norteamericana liderada por Kristine McDivitt, la esposa de Douglas Tompkins. El sector núcleo es un predio que la fundación adquirió en 2004, la exestancia Chacabuco, un enorme fundo de 80 000 ha, la que de ser utilizada por más de 80 años como un establecimiento forestal y fundamentalmente ganadero, pasó a ser transformada en un área protegida privada, pero con el objetivo final de ser donada al estado de Chile para que sea incorporada al Sistema Nacional de Áreas Silvestres Protegidas del Estado (Snaspe) bajo el resguardo de Conaf, y esté para siempre abierta al turismo nacional e internacional, lo que redundaría en un beneficio económico para los pobladores de las localidades cercanas.
La fundación ofreció el predio a Conaf en enero de 2016, tras lo cual se negociaron las condiciones de la donación. Una de las exigencias era que Conaf aceptara elevar la categoría de protección a parque nacional de las reservas Cochrane y Jeinimeni. Mientras tanto, la ONG se encargó de construir la infraestructura básica, casas para los guardaparques mejorar el acceso, levantar un centro de informes para los visitantes, diseñar y construir senderos interpretativos, colocar señalética adecuada, crear áreas de camping, etc. El proyecto contó con el apoyo económico, además de la ONG Conservación Patagónica, de la National Geographic Society, de Felidae Conservation Fund, de National Science Foundation de EE. UU., de la Universidad de California, entre otras.
Técnicos contratados por la fundación Conservación Patagónica, en conjunto con científicos de las universidades Austral de Chile y de California, desarrollaron un programa de monitoreo permanente de numerosas especies, mediante la captura de ejemplares y su marcado o la colocación de collares con dispositivos satelitales (GPS), transmisores VHF y aretes instalados. Se trabajó con esta tecnología no sólo sobre la población de huemules, también en la de guanacos, pumas, zorros, vizcachas, ñandúes, etc.

### Donación de los terrenos y creación del parque
En marzo de 2017 fue anunciada la donación por Kristine McDivitt de 407 625 hectáreas al Fisco de Chile, para la creación de tres áreas protegidas: los parques Pumalín, Melimoyu y Patagonia.
El parque nacional Patagonia fue creado por el Decreto N.º 98 del 25 de octubre de 2018, del Ministerio de Bienes Nacionales, el cual desafectó de su calidad a las reservas nacionales Lago Jeinimeni y Lago Cochrane.

## Características

### Clima

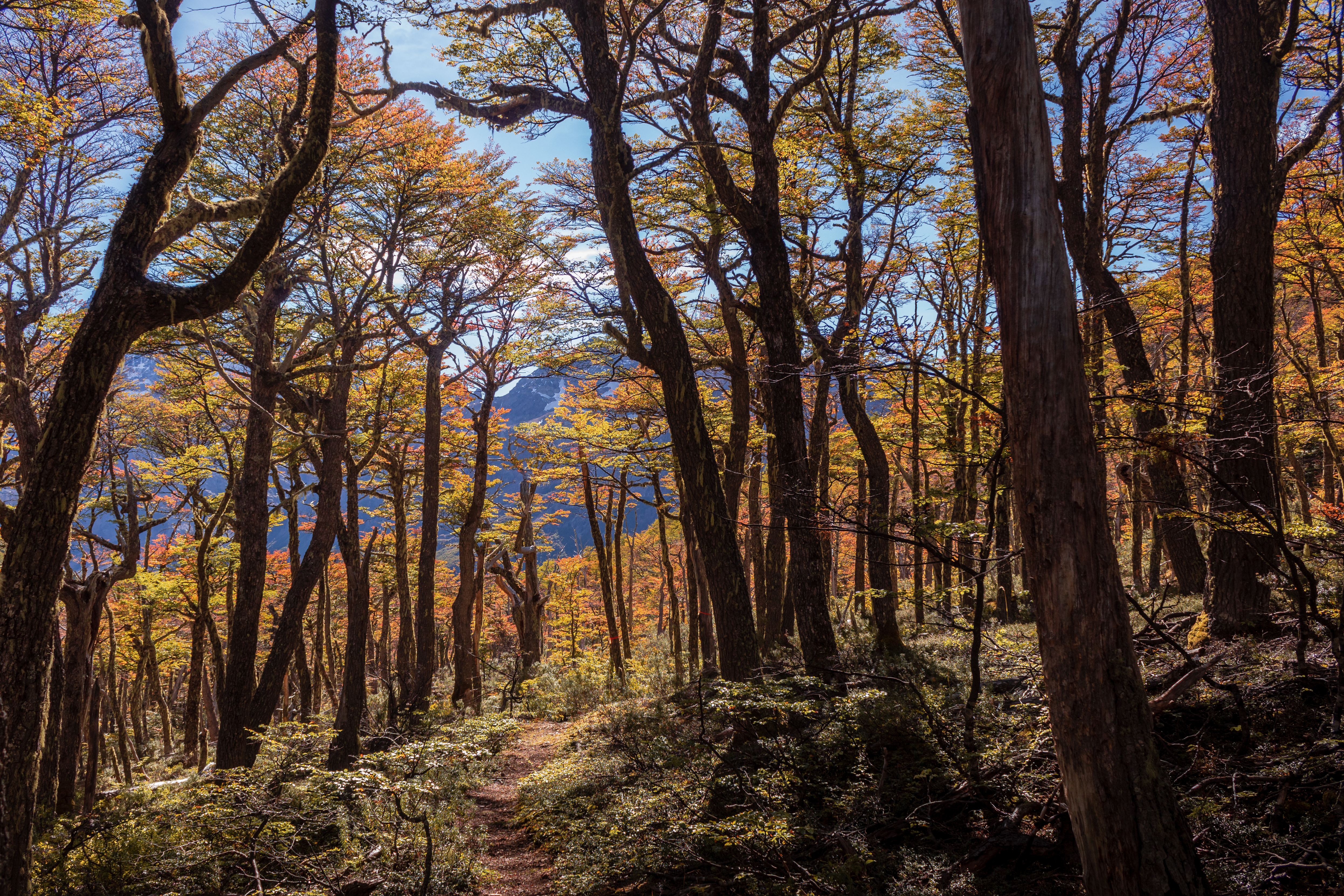
Bosque en otoño en el Parque Nacional Patagonia.

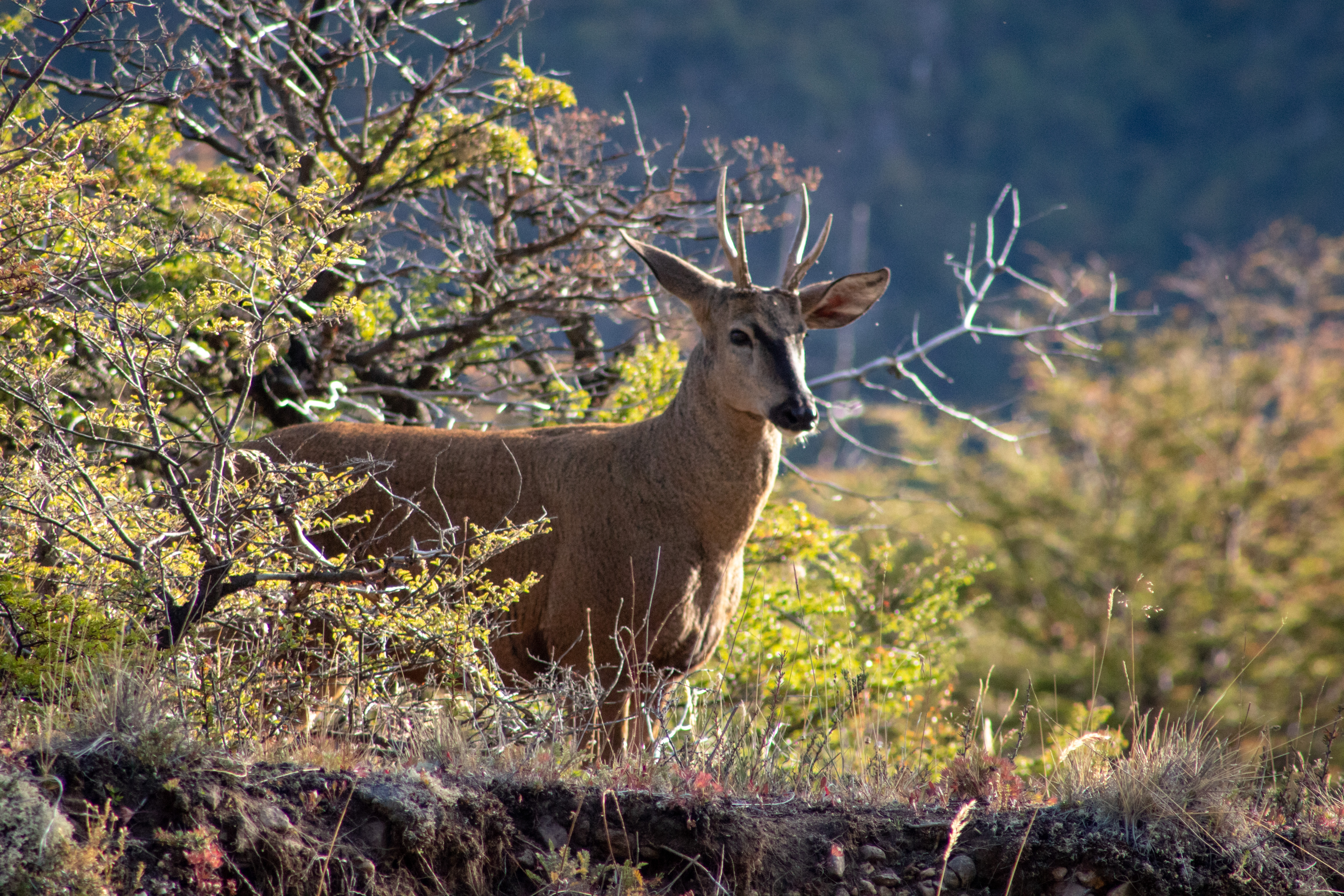
Huemul en el Parque Nacional Patagonia.

El clima es semiárido en el oriente, el que pasa a húmedo en la zona forestada, con precipitaciones mayormente concentradas en el invierno. En la clasificación de Papadakis el del bosque se lo incluye en el clima «patagónico húmedo», mientras que el de la estepa  en el «patagónico semiárido» (favorable para la ganadería ovina), y ya en las cumbres andinas pasa al «alpino».
Las precipitaciones anuales totalizan unos 1000 mm en la zona boscosa y menos de 600 mm en la zona de la estepa. Las temperaturas son frescas en el verano y muy frías en el invierno.

### Patrimonio arqueológico
El área presenta valiosas manifestaciones de arte rupestre, las más antiguas fechadas en más de 7 mil años y las más recientes de origen tehuelche. En la parte norte del parque es posible visitar aleros, una "Piedra Clavada" que contiene petroglifos y una "Cueva de las Manos" en la cercanía del río Pedregoso.

## Biodiversidad
La zona presenta poblaciones de la fauna característica de la Patagonia, albergando una variada avifauna representativa de las montañas, los bosques caducifolios, las estepas y los humedales patagónicos.
Ecorregionalmente sus arroyos y lagunas se incluyen en la ecorregión de agua dulce Patagonia. En cuanto a ecorregiones terrestres, las áreas esteparias orientales pertenecen a la estepa patagónica, las zonas forestadas se incorporan al  bosque subpolar magallánico; finalmente, las alturas andinas por sobre las áreas boscosas son parte de la estepa andina austral.

### Fauna

#### Mamíferos
Entre las especies de mamíferos que ya se detectaron o se intuye que el parque ampararía se encuentran: Huemul, guanaco, puma, gato de geofroy, zorro chilla, culpeo patagónico, chingue patagónico, güiña, vizcacha de la Patagonia, ratón oliváceo, ratón de pie sedoso, piche, etc.

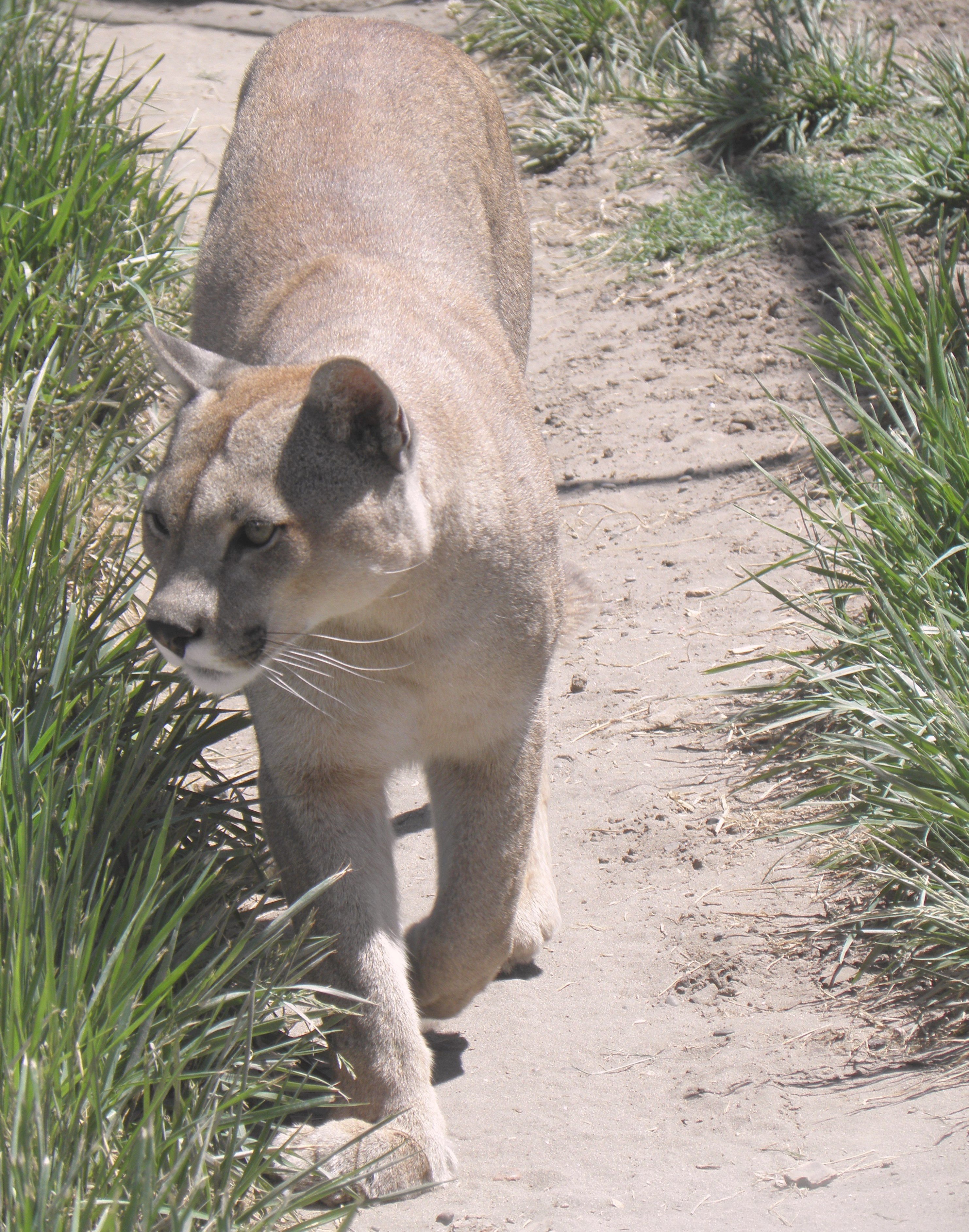
Puma patagónico.
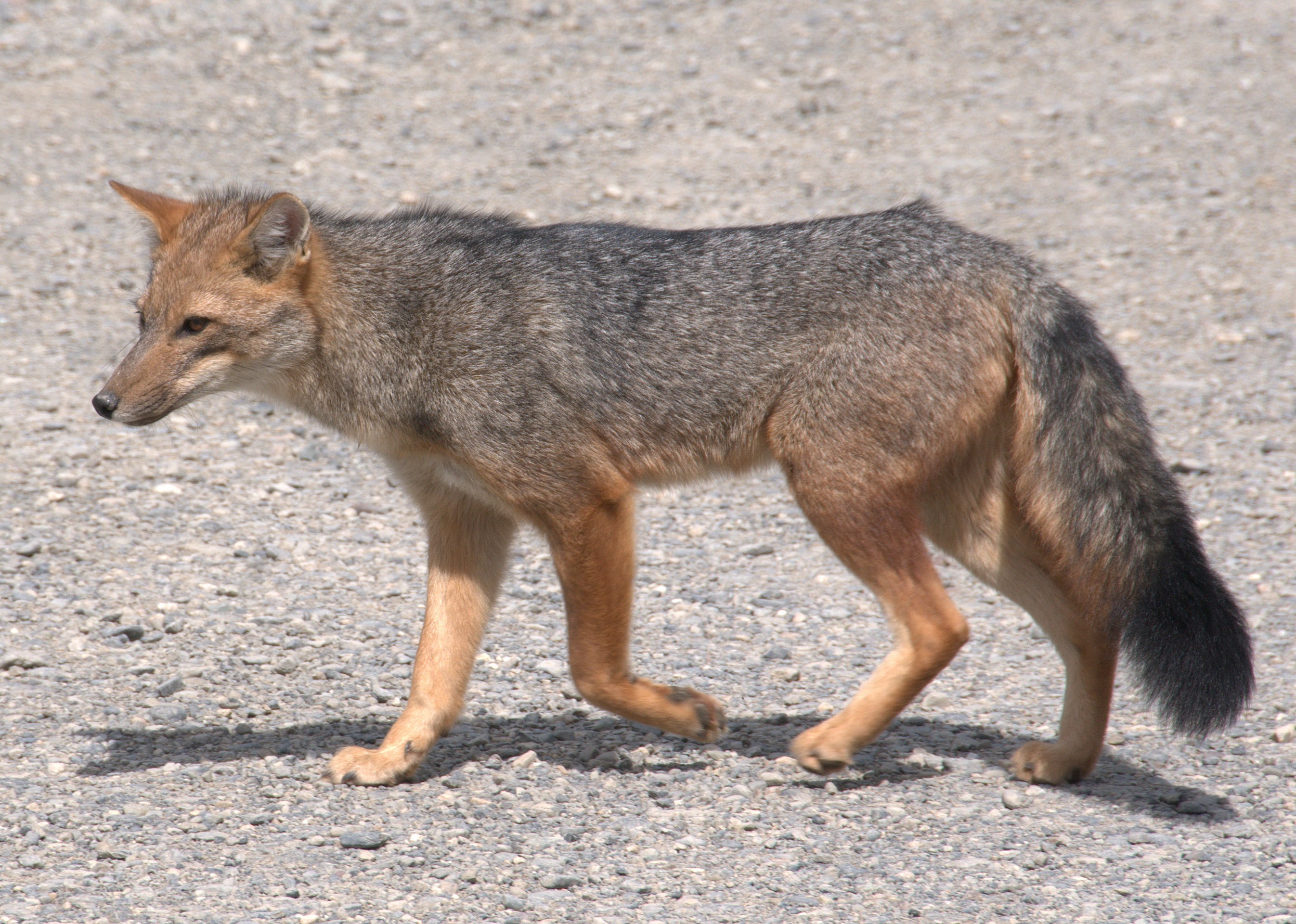
Culpeo patagónico.
Zorro chilla.
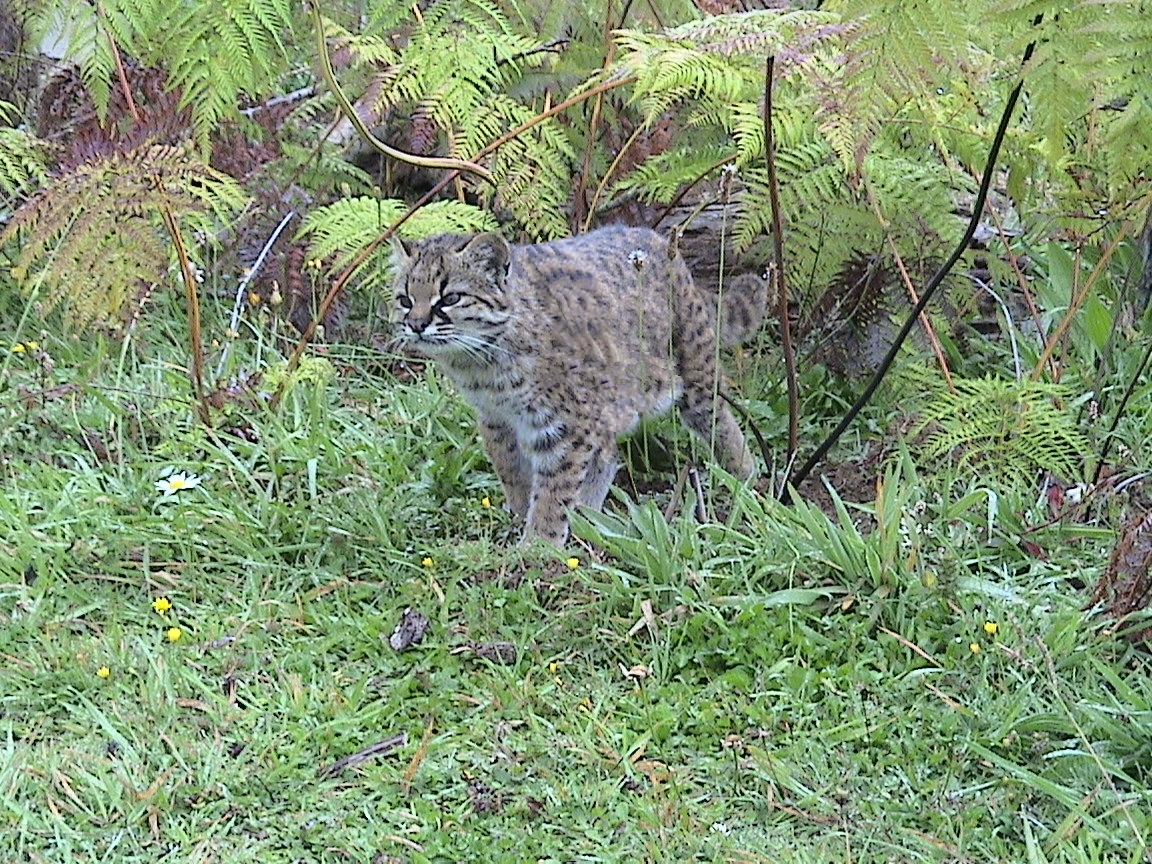
Gato huiña.
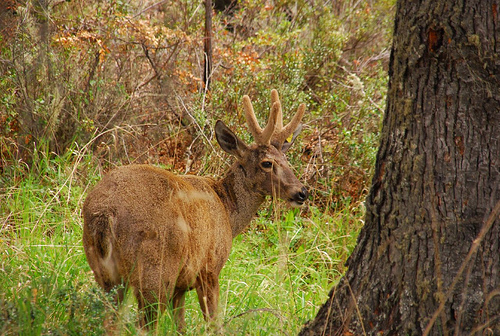
Huemul austral.
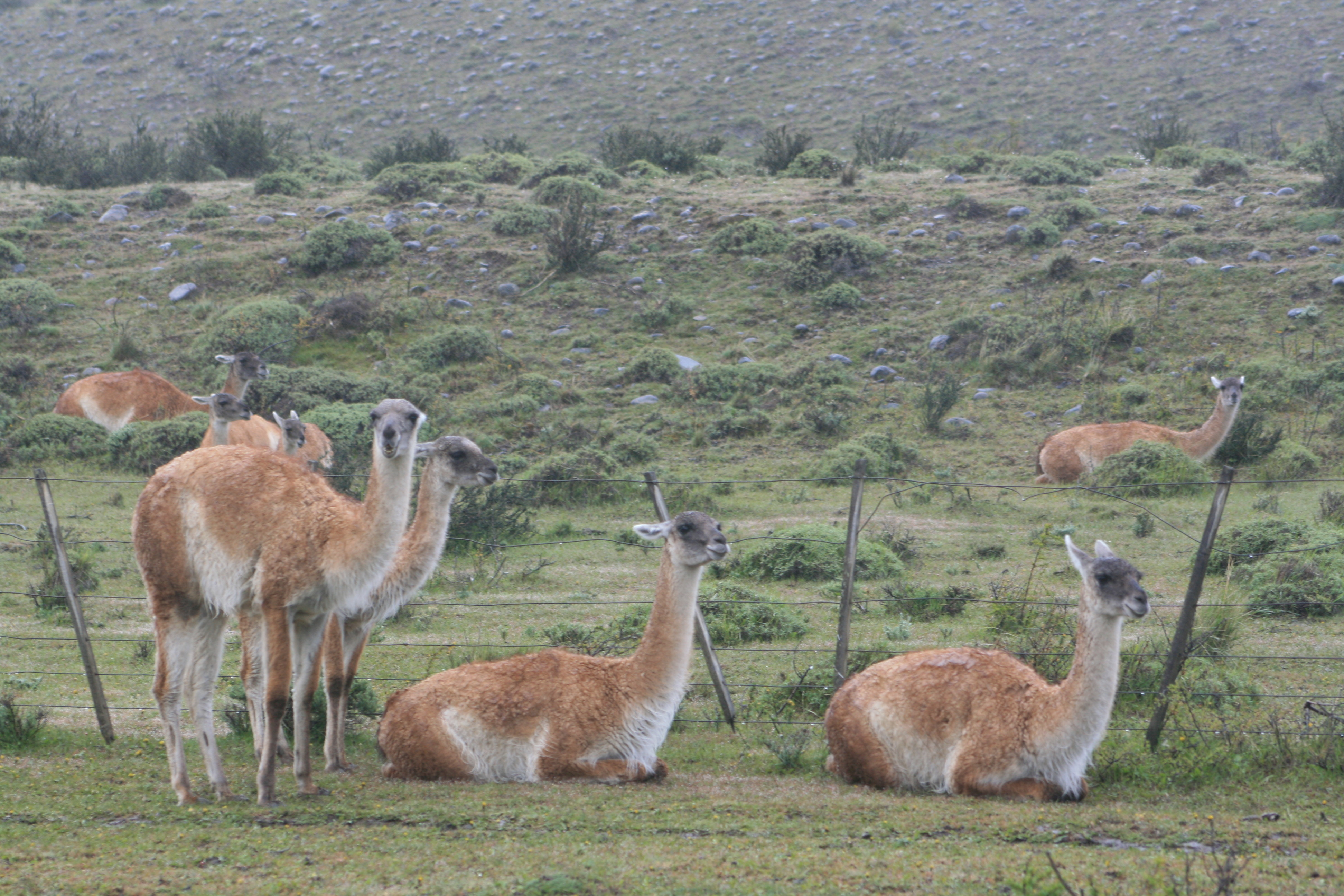
guanaco austral.
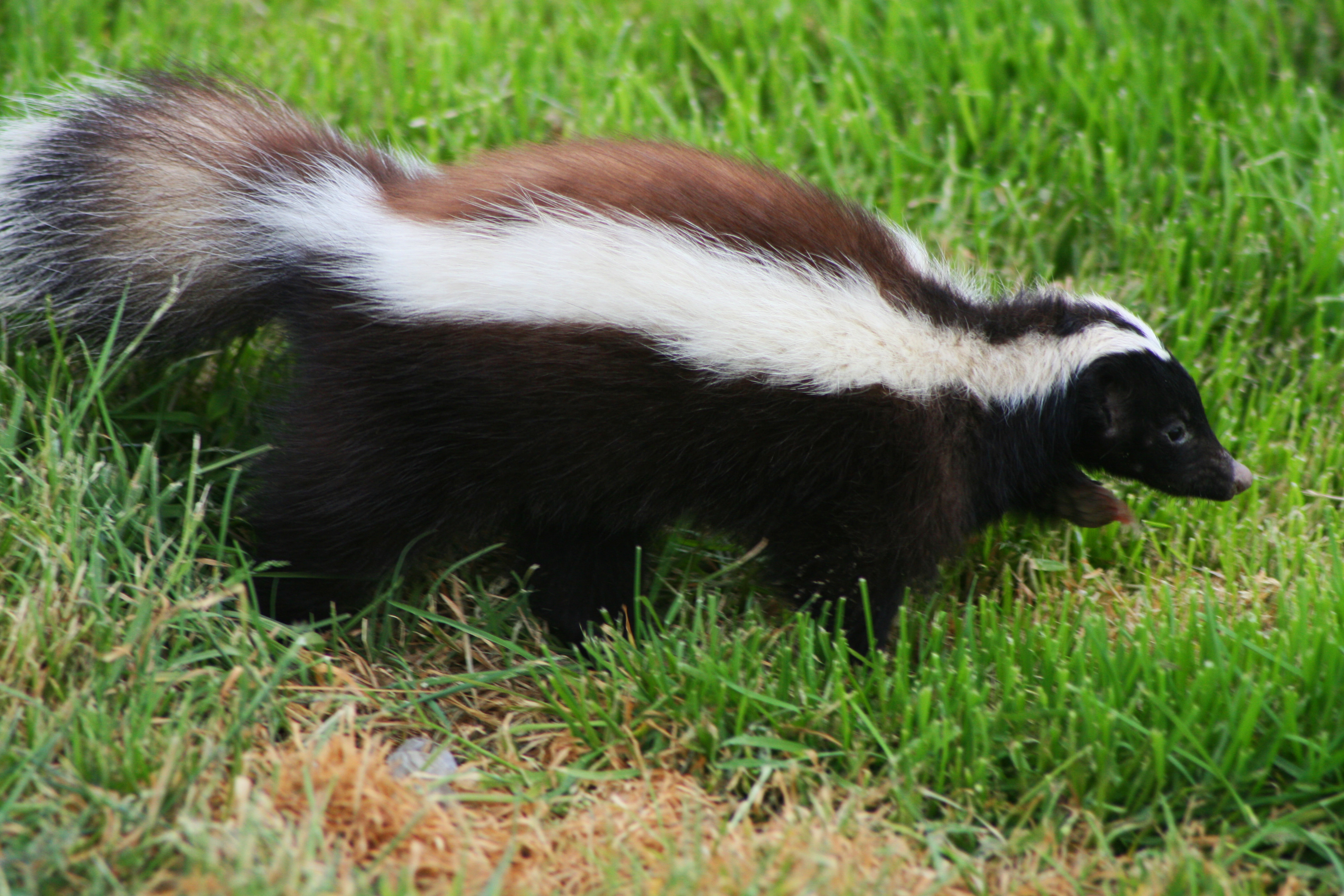
Chingue patagónico.

#### Aves
La avifauna es numerosa en razón de lo variado de los ambientes a conservar, siendo posible observar: al carpintero negro, al ñandú, al cóndor, la perdiz copetona, águila, cernícalo, hued-hued del sur, carpinterito, zorzal, tordo, cachaña, pato anteojillo e infinidad de otras anátidas y pájaros de pequeño tamaño. Buena parte de las especies aviarias migra al norte en el otoño y retorna a la zona en la primavera, pues en el invierno algunos de los cuerpos acuáticos se congelan y la nieve cubre por semanas gran parte de la zona con un manto blanco.

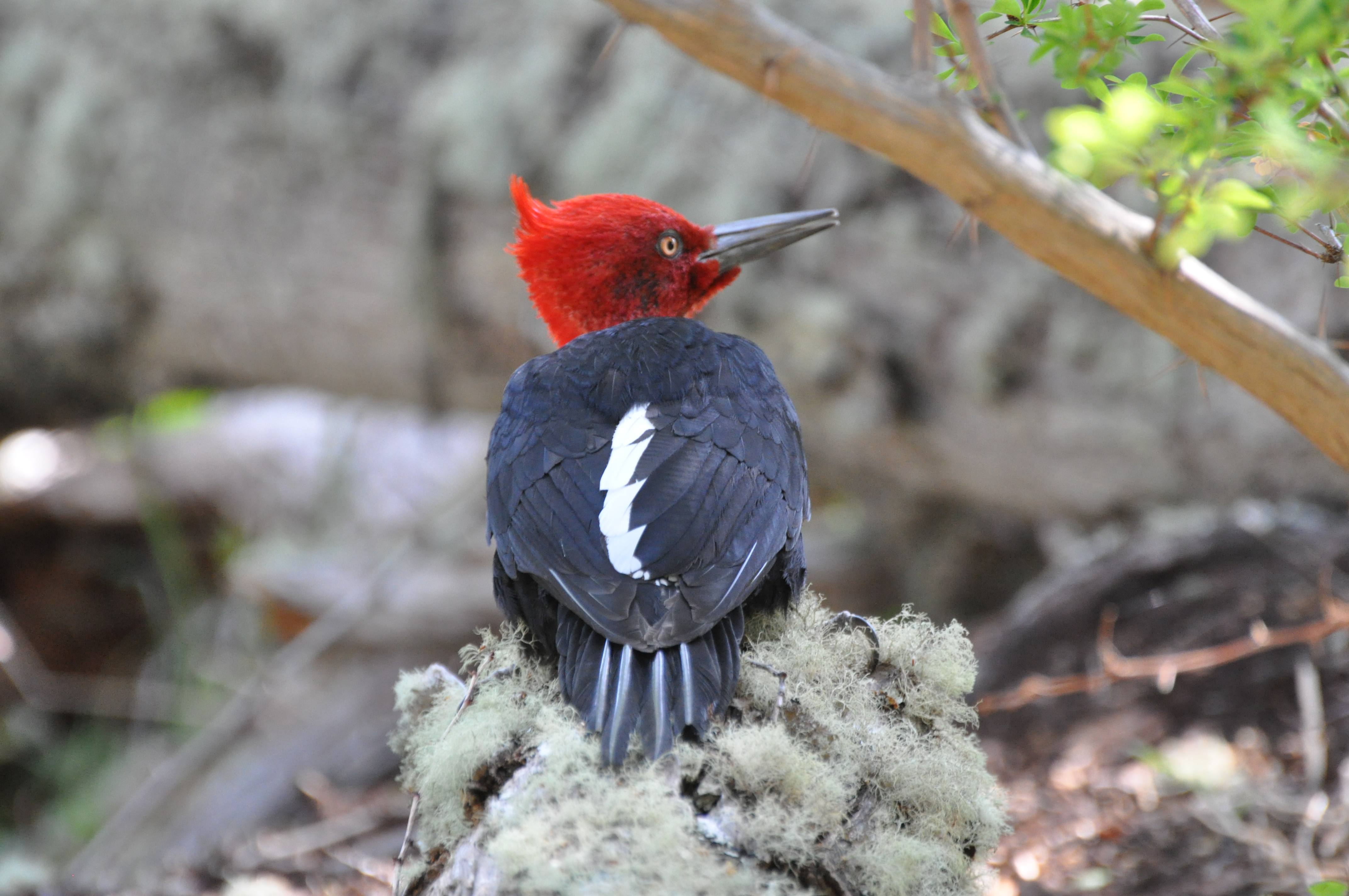
carpintero negro.
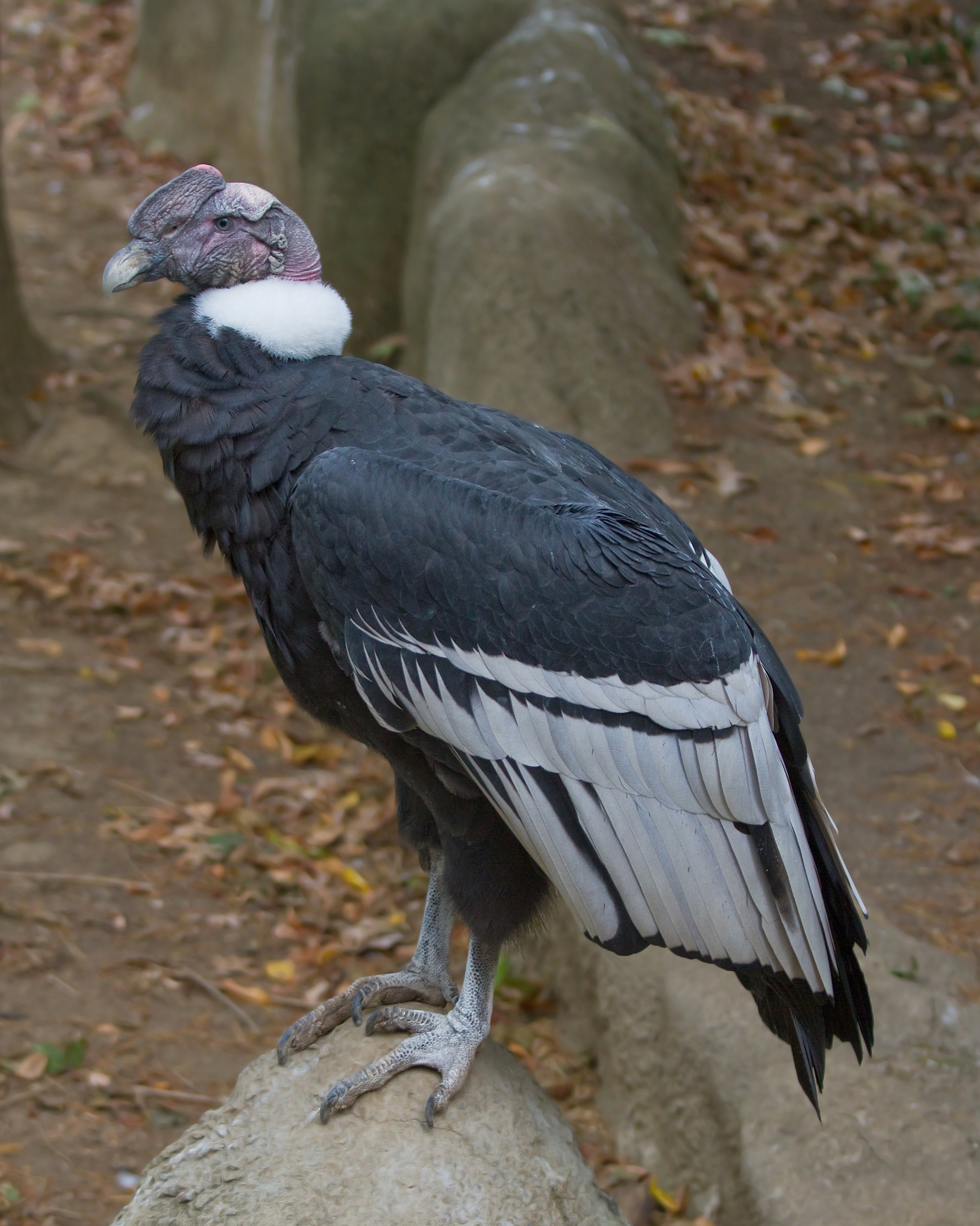
Cóndor.
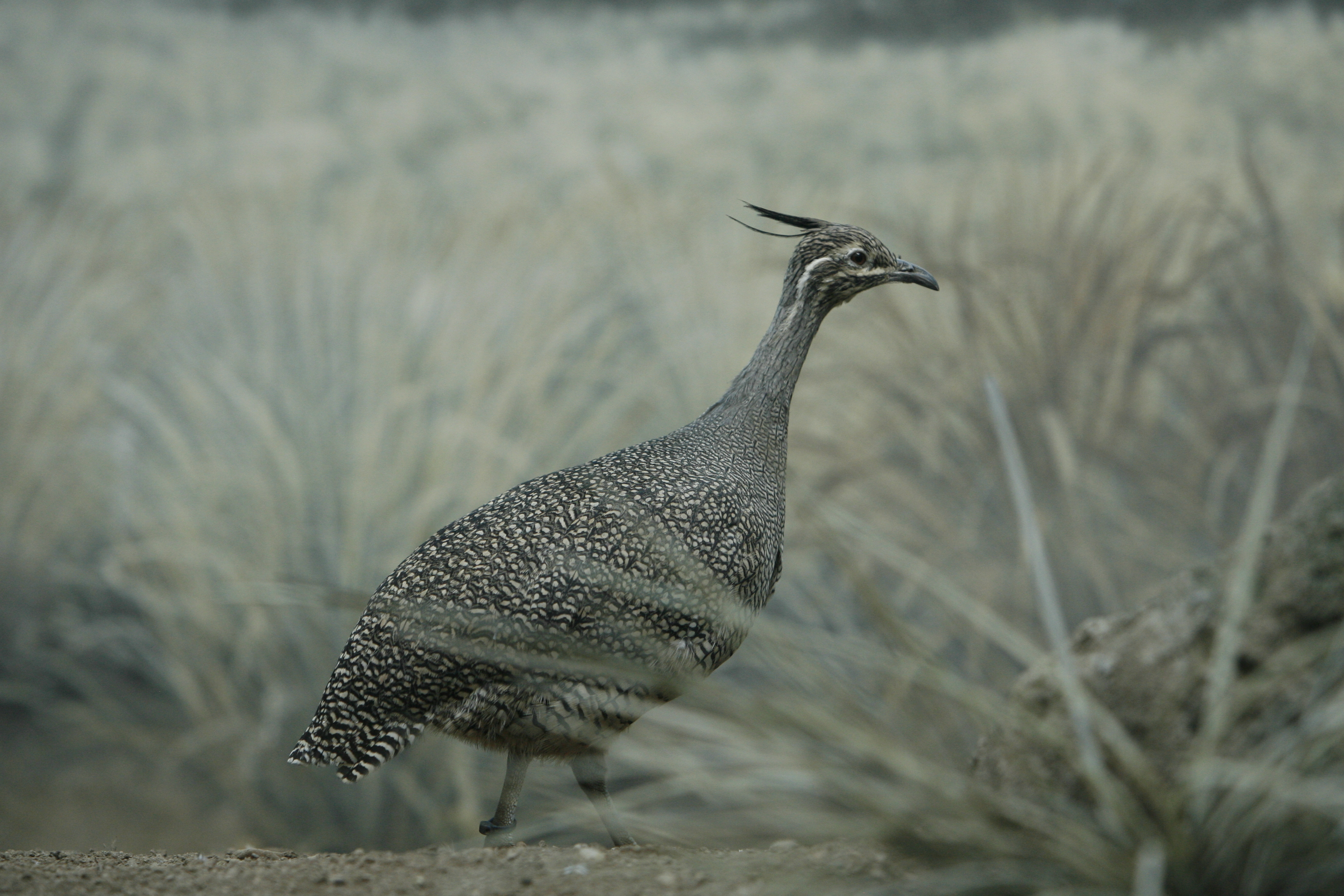
Perdiz copetona común.

### Flora

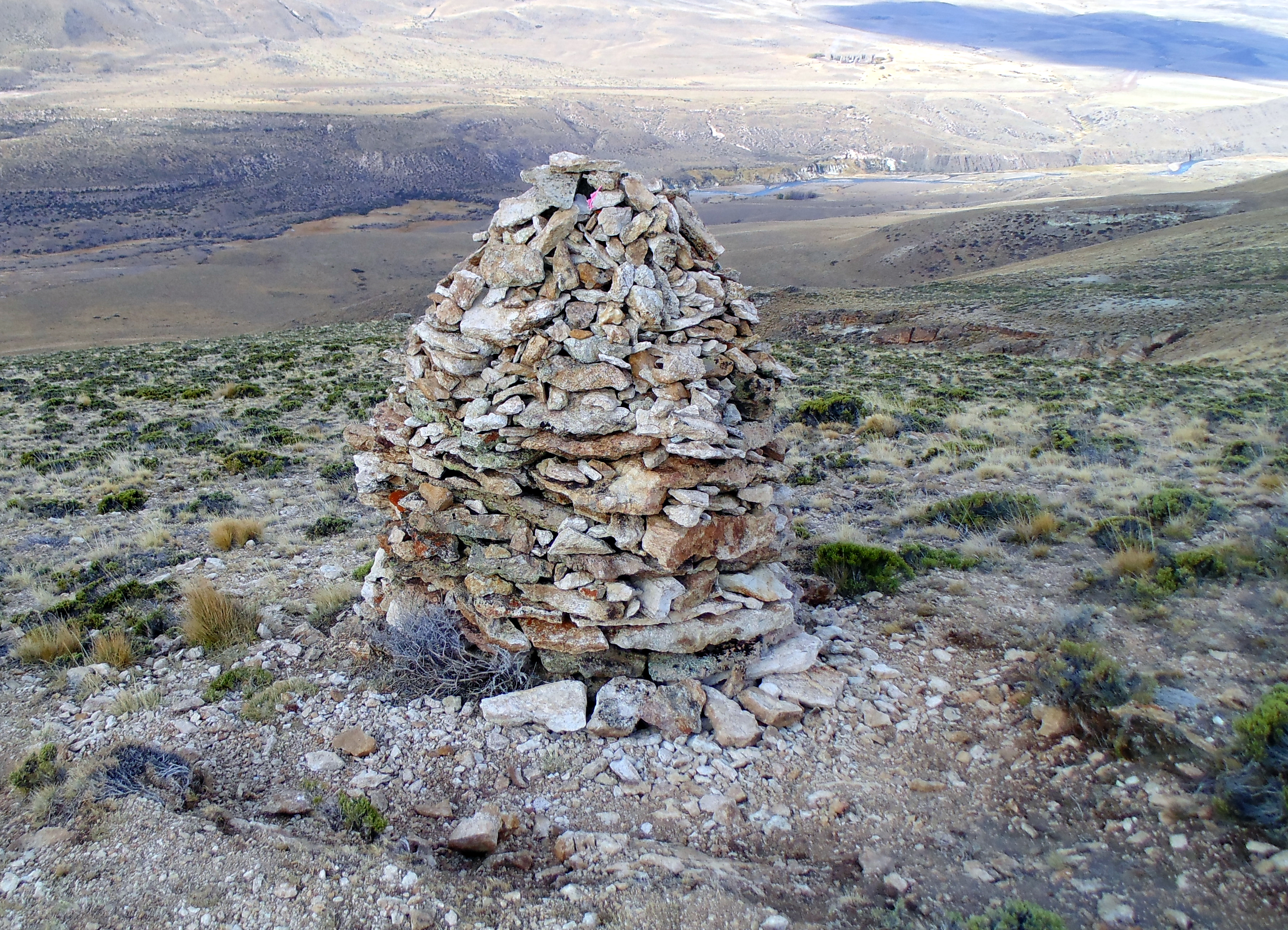
Coirón en la zona de estepa. Al fondo, el río Jeinemeni que constituye el límite con Argentina.

Fitogeográficamente el sector oriental del área pertenece al distrito fitogeográfico patagónico subandino de la provincia fitogeográfica patagónica. Los bosques occidentales, en cambio, se los incluye en el 
distrito fitogeográfico subantártico del bosque caducifolio de la provincia fitogeográfica subantártica. Finalmente, las cumbres andinas por sobre la vegetación forestal se incorporan al distrito fitogeográfico altoandino austral de la provincia fitogeográfica altoandina.
En la zona de la estepa algunas de sus especies características son coirón, neneo, orquídea de flor dorada, pico de loro, cadillo, leña de piedra, llareta, etc.
El bosque está dominado por la lenga y el  ñirre, mientras que en los claros son abundantes el calafate y la chaura.

## Visitantes
Este parque recibe una cantidad de visitantes que ha ido incrementando en los últimos años. Los datos de visitantes disponibles a partir de 2020.
| Año         | 2020  | 2021   | 2022  | 2023  | 2024   |
| ----------- | ----- | ------ | ----- | ----- | ------ |
| chilenos    | 5.039 | 10.287 | 6.899 | 3.064 | 8.483  |
| extranjeros | 2.523 | 344    | 1.513 | 1.702 | 7.910  |
| Total       | 7.562 | 10.631 | 8.412 | 4.766 | 16.453 |